# Svarttjärnen (Jörns socken, Västerbotten, 722339-172020)
Svarttjärnen är en sjö i Skellefteå kommun i Västerbotten och ingår i Kågeälvens huvudavrinningsområde. Sjön har en area på 0,249 kvadratkilometer och ligger 173,1 meter över havet.

## Delavrinningsområde
Svarttjärnen ingår i det delavrinningsområde (722371-172393) som SMHI kallar för Ovan None. Medelhöjden är 233 meter över havet och ytan är 44,97 kvadratkilometer. Räknas de 28 avrinningsområdena uppströms in blir den ackumulerade arean 507,53 kvadratkilometer. Avrinningsområdets utflöde Kågeälven mynnar i havet. Avrinningsområdet består mestadels av skog (86 procent). Avrinningsområdet har 0,53 kvadratkilometer vattenytor vilket ger det en sjöprocent på 1,2 procent.